# USS Farenholt (DD-332)
Za druga plovila z istim imenom glejte USS Farenholt.
USS Farenholt (DD-332) je bil rušilec razreda Clemson v sestavi Vojne mornarice Združenih držav Amerike.
Rušilec je bil poimenovan po kontraadmiralu Oscarju Walterju Farenholtu.

## Zgodovina
V skladu s Londonskim sporazumom o pomorski razorožitvi je bil rušilec 12. julija 1930 izvzet iz aktivne službe in bil 10. junija 1931 prodan kot staro železo.